# Mary Barra
Mary Barra   (Waterford Township, 24 de desembre de 1961) o Mary Teresa Barra (nascuda Makela) és una empresària estatunidenca que ha estat vicepresidenta de General Motors (GM) i, posteriorment, des del 15 de gener de 2014, consellera delegada. És la primera dona CEO d’un dels tres grans fabricants estatunidencs. El desembre de 2013, GM la va nomenar per succeir a Daniel Akerson com a consellera delegada. Abans de ser nomenada consellera delegada, Barra va ser vicepresidenta executiva de desenvolupament de productes, compres i cadena de subministrament mundial. Des del 2014 ha estat destacada entre les 10 primeres dones de la Llista Forbes de les 100 dones més poderoses.